# أوبا (فلم)
أوبا (بالإنجليزية: Opa!) فيلم دراما أمريكي من إنتاج عام 2005 من إخراج أودايان براساد وبطولة ماثيو مودين.
تم تصويره في اليونان.

## طاقم العمل
- ماثيو مودين في دور إريك.
- ريتشارد غريفيث في دور تييرني.
- ألكي دافيد في دور سبيروس كاكوغيانيس.
- أغني سكوت في دور كاتارينا.
- بانايوتا أرافانتسي في دور أغابولا.
- إيريني كوماريانو في دور يايا أدريانا.
- كريستوس فالافانيديس في دور مايور.
- شولر هينسلي في دور بيغ ماك ماكلارين.

## روابط خارجية
- مقالات تستعمل روابط فنية بلا صلة مع ويكي بيانات